# Чёрная партизанская семья
Чёрная партизанская семья (англ. Black Guerrilla Family), Чёрная семья (Black Family), или Чёрный авангард (Black Vanguard), — афро-американская тюремная леворадикальная группировка (тюремная банда), организованная в 1966 году Джорджем Джексоном (George Jackson) и Доком Холидэем (Doc Holiday) во время их пребывания в тюрьме Сан-Квентин, к северу от Сан-Франциско. Группировка является идеологически направленной организацией. Она была создана в целях искоренения расизма, моральной поддержки чернокожих заключённых в тюрьме и борьбе против правительства Соединённых Штатов.
За историю своего существования группировка была связана с «Чёрной армией освобождения», «Симбионистской армией освобождения», и «Weather Underground». «Чёрная партизанская семья» имеет чётко организованную структуру, ячейки на Восточном и Западном побережьях США, сотрудничает с «Нуэстра Фамилия», «Bloods» и «Crips», открыто противостоит двум другим тюремным группировкам: «Мексиканской мафии» и «Арийскому братству».

## Символика
- Скрещённые сабля, мачете, винтовка и дробовик с буквами «B. G. F.» или цифрами 2.7.6.
- Тюремный охранник в лапах чёрного дракона на фоне тюремной башни.

## Политическое убийство Хьюи Перси Ньютона
22 августа 1989 года один из членов «Чёрной партизанской семьи» Тирон Робинсон застрелил лидера «Партии чёрных пантер» Хьюи Перси Ньютона, проводившего уличную акцию, пропагандировавшую общественные услуги нуждающимся афро-американцам. Робинсон был приговорён к 32 годам лишения свободы. По официальной версии, убийца был известным в Окленде, Калифорния, распространителем наркотиков.